# Ed Skrein
Edward George "Ed" Skrein, född 29 mars 1983 i Camden, är en brittisk skådespelare och rappare. Han är mest känd för sin roll Daario Naharis i säsong tre av serien Game of Thrones och som skurken Ajax i Deadpool.